# Ethylmethansulfonat
Ethylmethansulfonat (EMS) ist eine mutagene, teratogene und carcinogene organische Verbindung mit der Formel C3H8O3S. EMS ruft zufällige Mutationen in DNA-Doppelsträngen hervor, indem es die Nukleotide verändert, zum Beispiel durch die Alkylierung von Guanin (O-6-Ethylguanin). Bei der DNA-Replikation wird dann häufig statt eines dem O-6-Ethylguanin gegenüberliegenden Cytosins ein Thymin eingebaut. Dadurch entstehen vor allem Punktmutationen von G/C nach A/T.

## Verwendung
EMS wird in der Molekularbiologie eingesetzt, um Punktmutationen zu erzeugen. So entsteht z. B. bei einer Mutagenese der Modellpflanze Arabidopsis thaliana (Ackerschmalwand) bis zu einer Mutation pro 300.000 Basenpaaren, und das zu über 99 % von G/C nach A/T. Die entstandenen Mutationen in einem Gen, das von Interesse ist, können entweder durch die Sequenzierung der entsprechenden DNA-Abschnitte in vielen tausend Individuen oder durch die modernere TILLING-Methodik identifiziert werden.